# Zale erilda
Zale erilda är en fjärilsart som beskrevs av William Schaus 1940. Zale erilda ingår i släktet Zale och familjen nattflyn. Inga underarter finns listade i Catalogue of Life.